# 曙光街街道
曙光街街道，是中华人民共和国河南省平顶山市新华区下辖的一个乡镇级行政单位。

## 行政区划
曙光街街道下辖以下地区：
曙北社区、曙南社区、沿西社区、凌云社区和李庄村。